# Colophon berrisfordi
Colophon berrisfordi es una especie de coleóptero de la familia Lucanidae.

## Distribución geográfica
Habita en Sudáfrica.